# ألان هيل (لاعب كريكت)
ألان هيل (بالإنجليزية: Alan Hill)‏ (و. 1950  م) هو لاعب كريكت، وحكم كركيت ‏ بريطاني.

## روابط خارجية
- ألان هيل على موقع إي آس بي آن كريك إنفو (الإنجليزية)